# Angel (priimek)
Angel je priimek več znanih oseb:
- Abraham Angel (1905—1924), mehiški slikar
- Heather Angel (1909—1986), angleško-ameriška igralka
- James Roger Prior Angel (*1941), angleško-ameriški astronom